# Louis Champagne (animateur de radio)
Pour les articles homonymes, voir Louis Champagne.
Louis Champagne est un animateur québécois né le 16 septembre 1947. Du 22 novembre 2010 au mois août 2014, il a animé Le Brunch des dinosaures à la station CKGS 105,5 FM de La Baie. Depuis août 2014, il est chez CKAJ 92.5 à Jonquière.

## Controverse
Lors de la compagne aux élections provinciales québécoises de 2007, il reçoit le candidat du comté de Jonquière, Sylvain Gaudreault en entrevue. À ce moment le chef du parti est André Boisclair; ces deux politiciens sont homosexuels. Champagne laisse entendre que les employés d'usines ne sont pas prêts à élire un candidat homosexuel. Il ajoute par la suite : «À Jonquière, pensez-vous que quand vous arrivez avec un autre homosexuel, vous n'allez pas vous faire poser vraiment la question : "Coudonc", le Parti québécois, c'est-tu un club de tapettes?»
Il s'excusera en ondes pour ses propos lors de son retour sur les ondes le 12 mars 2007: «Les propos exprimés ont pu être interprétés comme étant homophobes. Je réalise maintenant que j'aurais dû mieux choisir les termes utilisés et je suis sincèrement désolé. Ainsi à ceux qui ont été choqués ou blessés par mes paroles, je présente mes excuses et je vous affirme que mes propos sur l'homosexualité ne comportaient aucune intention blessante, méprisante ou discriminatoire».
Ces propos sont jugés discriminatoires envers les homosexuels et envers les travailleurs, puisque Champagne classe ces derniers comme homophobes. Sylvain Gaudreault est élu le 26 mars 2007.
Le contrat de l'animateur a finalement pris fin le vendredi 7 novembre 2008. Depuis quelque temps, Louis Champagne était poursuivi en cours par plusieurs personnes notamment par le chef du mouvement syndical FTQ. On ignore s'il s'agit d'un départ forcé sachant qu'il y a au même moment des rumeurs d'achat de la station où il travaillait, le 98,3 CKRS de Chicoutimi. Du 22 novembre 2010 au mois août 2014, il revient derrière le micro à la station CKGS-FM 105,5 de La Baie. Depuis août 2014, il est chez CKAJ 92.5 à Jonquière.